# Siphonoperla transsylvanica
Siphonoperla transsylvanica is een steenvlieg uit de familie groene steenvliegen (Chloroperlidae). De wetenschappelijke naam van de soort is voor het eerst geldig gepubliceerd in 1963 door Kis.